# Skelná Huť (Krsy)

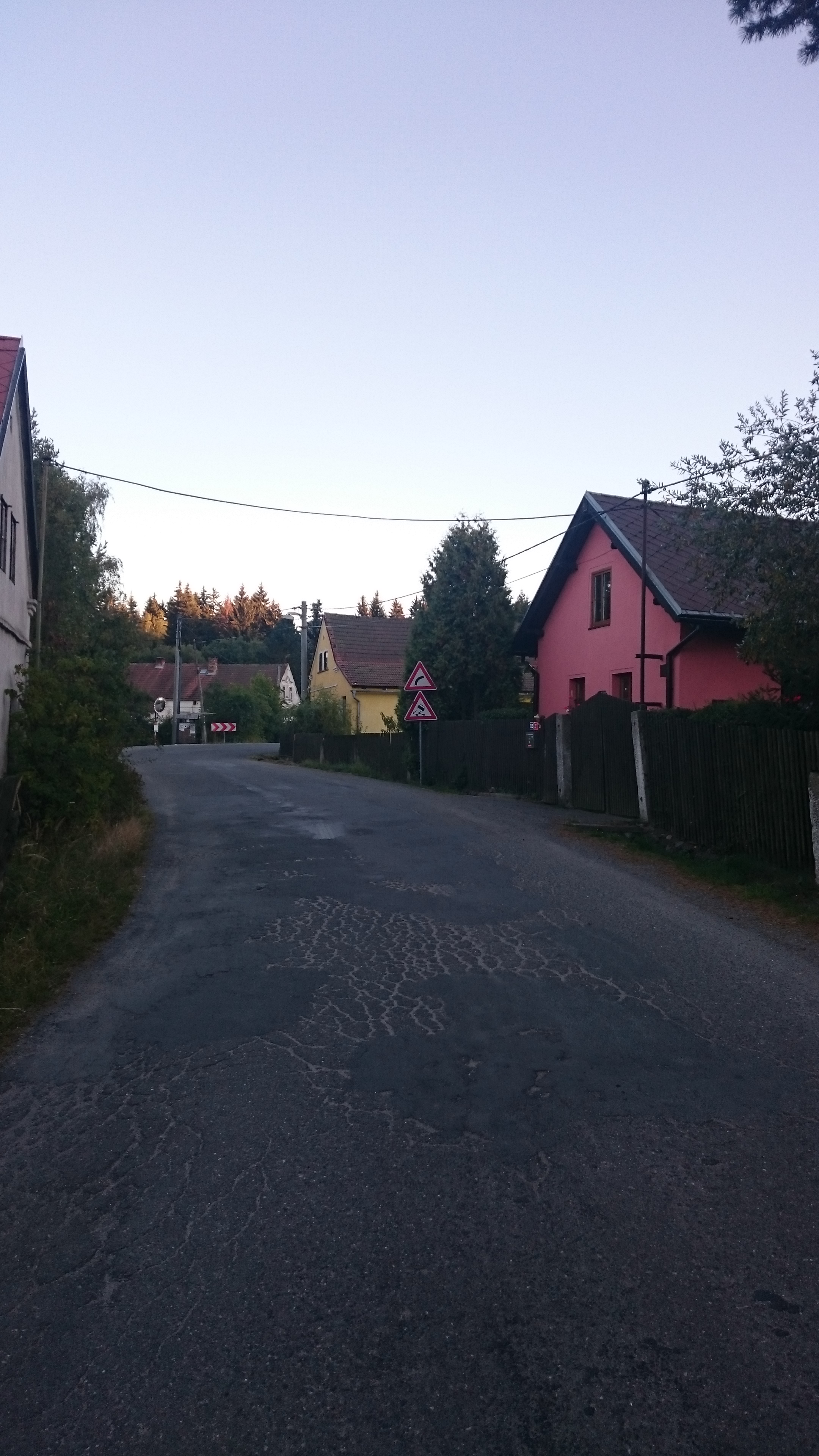
Dorfstraße

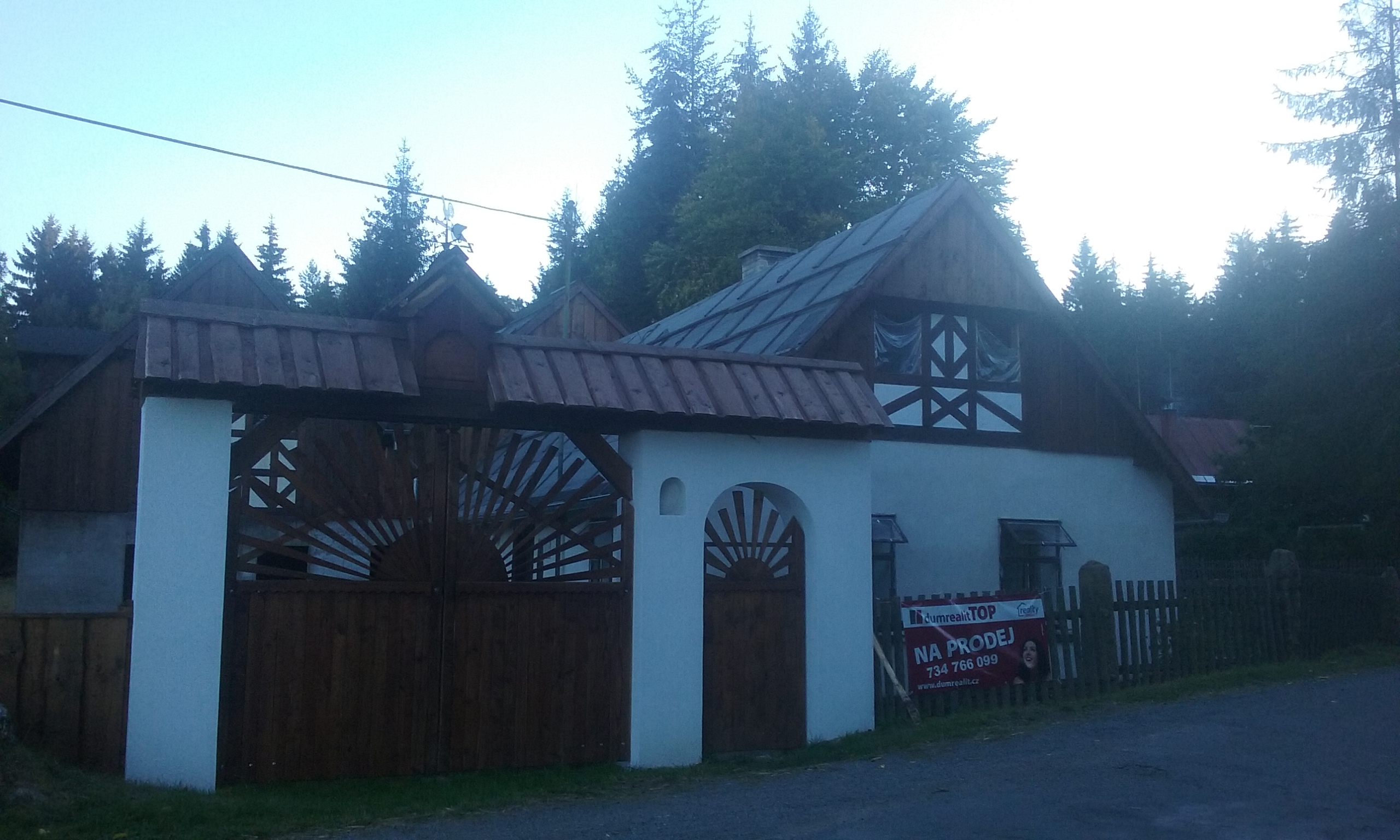
Gehöft

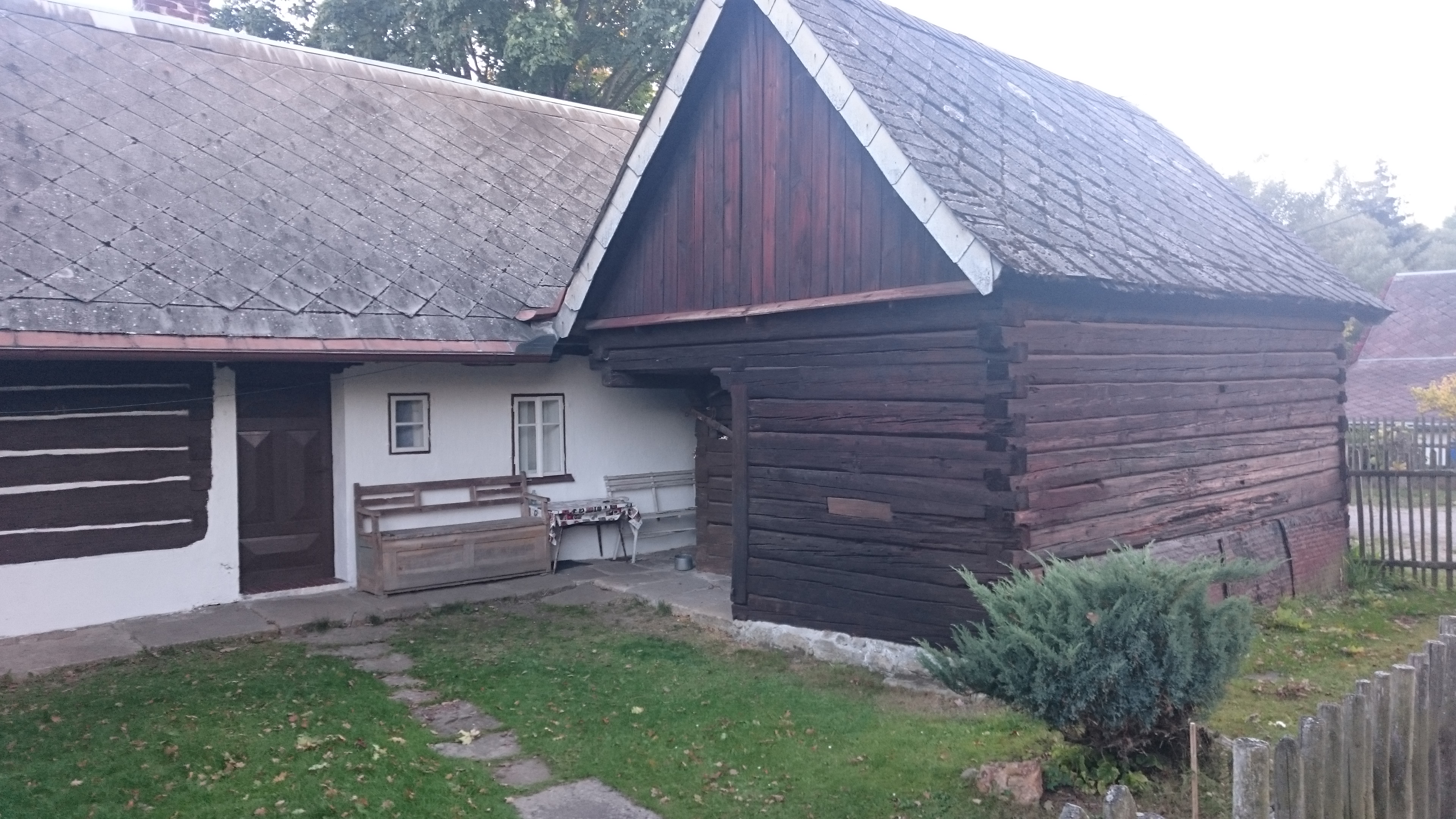
Gezimmerte Chaluppe

Skelná Huť (deutsch Glashütten) ist ein Ortsteil der Gemeinde Krsy (Girsch) in Tschechien. Er liegt 36 Kilometer nordwestlich von Pilsen bzw. 37 km östlich von Marienbad und gehört zum Okres Plzeň-sever.

## Geografie
Das nahezu von Wald umschlossene Dorf liegt am Rande des Naturpark Manětínská im mittleren Westböhmen, es gehört landschaftlich zum südöstlichen Tepler Hochland. Nach Süden und Osten senkt sich das waldreiche Hügelgelände allmählich, reicht aber noch nicht ins Pilsner Becken hinein.
Der unmittelbarer Nachbarort Jedvaniny ( Mensdorf) ist nur durch den Bach Starý potok, der die Bezirksgrenze zu Manetin bildete, von Glashütten getrennt.
Durch Glashütten verläuft die Staatsstraße 201 von Manětín nach Konstantinsbad.

## Ortsgliederung
Zum Ortsteil Skelná Huť gehören die Einschicht Karlův Dvůr (Karlshof) und die Wüstung Umíř (Umirschen).
Skelná Huť ist Teil des Katastralbezirkes Trhomné.

## Geschichte
Die Orte Trahona (Trhomné) und Girsch einschließlich ihrer Gemarkung wurden in einer Schenkungsurkunde des Herzogs Friedrich von Böhmen an den Johanniterorden Ende des 12. Jahrhunderts erstmals erwähnt. Der Sitz des Ordens ist im nordöstlich gelegenen Manetin, das ihm 1169 überlassen worden ist.
Als 1425 die Johanniter durch Pfandverschreibungen ihren Besitz fast gänzlich an die Herren von Schwanberg verloren, kam auch das Gemeindegebiet von Trahona an die Schwanberger.
1712 wurde die Herrschaft Schwanberg samt allen zugehörigen Orten an den Reichsfürsten Maximilian Karl Löwenstein-Wertheim mit dem Verwaltungssitz in Haid verkauft, dem nun das gesamte Territorium bis zur Aufhebung der Grundherrschaft (1848) unterstand.
1698 wurde durch die Errichtung der Trahoner Glashütte der Grundstock für den Ort Glashütten gelegt.
Die Aufzeichnungen in den Kirchenbüchern von Girsch, die ab 1712 beginnen, bestätigen die Existenz der Glashütte.
Nach der verfügbaren Literatur zu ehemaligen Glashüttenstandorten in Böhmen soll die Glashütte zwischen den Orten Girsch und Glashütten  gestanden haben.
Da aber das gesamte Umland zu dieser Zeit ein reines Agrargebiet war, konnte sich dieser Industriebetrieb nicht lange halten.
Die Hütte stellte den Betrieb nach und nach ein. Das schleichende Ende des einst blühenden Gewerbes war nicht aufzuhalten, die Abwanderung der Fachleute begann.
Durch Zuwanderung aus dem westlich angrenzenden Bayern hat sich der Standort inzwischen zum Dorf entwickelt. Eine Chronik aus dem Jahr 1838 dokumentiert in Glashütten 32 Häuser mit 252 Einwohnern
Die Neusiedler erhielten von der Obrigkeit kleine Anwesen verpachtet, da der eigene landwirtschaftliche Besitz jedoch nicht zum Lebensunterhalt ausreichte, mussten die Häusler einem Nebenerwerb nachgehen. Sie arbeiteten als Handwerker, Landarbeiter, Tagelöhner und Dienstleister.
Auch einige ehemalige Glasmacher verblieben am Ort „Glashütte“ und verwalteten Restbestände aus der Hütte. Im Kirchenbuch werden vom November 1806 bis zum Jahr 1839 zwölf Bewohner als Glashändler benannt.
In der Nähe von Glashütten gab es einen Steinbruch, aus dem die ansässigen Steinmetze Sandstein gewonnen haben.
Bis 1827 mussten die Kinder 4 km weit in die Schule nach Girsch gehen. Im gleichen Jahr begann Andreas Salfer in Glashütten eigenmächtig zu unterrichten. Er wurde trotz Beschwerde des Girscher Pfarrers beim Vikariat Theusing als Lehrer bestätigt. Nach dem Bau eines neuen Schulgebäudes in Glashütten wurde die Schule zweiklassig, erhielt 1924 eine Parallelklasse und 1925 eine ganzjährige Expositur für Trahona in einem Schulneubau. Pfarrdorf für die Einwohner war Girsch, wo auch ihre Verstorbenen auf dem dortigen Friedhof beerdigt wurden.
Ab 1850 bildete Glashütten einen Ortsteil der Gemeinde Trahona im Gerichtsbezirk Weseritz. Ab 1869 gehörte das Dorf zum Bezirk Tepl, und ab 1900 zum Bezirk Plan. Nach dem Ersten Weltkrieg zerfiel der Vielvölkerstaat Österreich-Ungarn, das Dorf wurde 1918 Teil der neu gebildeten Tschechoslowakischen Republik. Beim Zensus von 1921 lebten in den 40 Häusern von Glashütten 247 Personen, darunter 243 Deutsche und ein Tscheche. Nach dem Münchner Abkommen wurde Glashütten 1938 dem Deutschen Reich zugeschlagen und gehörte bis 1945 zum Landkreis Tepl. 1946 erfolgte die Vertreibung der deutschsprachigen Bewohner in die alliierten Zonen in Deutschland. Ihr Vermögen wurde unter Berufung auf das Beneš-Dekret 108 konfisziert. Ab 1949 gehörte das Dorf zum Okres Plasy. Im Zuge der Gebietsreform von 1960 wurde Skelná Huť zusammen mit Trhomné nach Krsy eingemeindet; zugleich kam der Ort zum Okres Plzeň-sever.